# Gekka no Rasen
Singles de Faylan
Arousing Soul
(2008)
Gekka no Rasen est le 1er single de Faylan sorti sous le label Lantis le 6 avril 2007 au Japon.
Gekka no Rasen a été utilisé comme thème musical pour le jeu vidéo Touka Gettan.

## Liste des titres
Toutes les paroles ont été écrites par Katagiri Yuma, la musique a été réalisée par KIM's SOUNDROOM et les arrangements par Agematsu Noriyasu.
| 1. | Gekka no Rasen (月華の螺旋)                                                             | 5:23 |
| 2. | Gekka no Rasen (Kon ni Yoru Main Theme Dokusou) (月華の螺旋 (琴によるメインテーマ独奏)) | 3:09 |
| 3. | Gekka no Rasen (Instrumental Ver.) (月華の螺旋)                                         | 5:23 |
| 4. | Gekka no Rasen (Karaoke Ver.) (月華の螺旋)                                              | 5:23 |